# San José de los Molina
San José de los Molina är en ort i Mexiko.   Den ligger i kommunen Cuquío och delstaten Jalisco, i den centrala delen av landet, 400 km väster om huvudstaden Mexico City. San José de los Molina ligger 1 928 meter över havet och antalet invånare är 290.
Terrängen runt San José de los Molina är platt åt sydost, men åt nordväst är den kuperad. Runt San José de los Molina är det ganska glesbefolkat, med 23 invånare per kvadratkilometer. Närmaste större samhälle är San Gabriel, 7,3 km öster om San José de los Molina. Trakten runt San José de los Molina består till största delen av jordbruksmark.